# Список вулиць Харкова (Ж)
| Назва             | Тип    | Довжина, м | Колишні назви                | Район(и)        | Місцевість             |
| ----------------- | ------ | ---------- | ---------------------------- | --------------- | ---------------------- |
| Жасминовий        | бул.   | 1060       | вулиця Слинька               | Слобідський     | Нові Будинки           |
| Женевська         | вул.   |            | Таганська                    | Холодногірський |                        |
| Женченка          | вул.   |            |                              | Київський       |                        |
| Жигаріна          | вул.   |            |                              | Київський       |                        |
| Жихорський        | в-д    | 140        | Желєзнякова                  | Основ'янський   | Жихор                  |
| Жилинська         | вул.   |            |                              | Новобаварський  | Лідне                  |
| Жилинський        | пров.  |            |                              | Новобаварський  | Лідне                  |
| 1-й Жилинський    | пр-д   |            |                              | Новобаварський  | Лідне                  |
| 2-й Жилинський    | пр-д   |            |                              | Новобаварський  | Лідне                  |
| 3-й Жилинський    | пр-д   |            |                              | Новобаварський  | Лідне                  |
| 4-й Жилинський    | пр-д   |            |                              | Новобаварський  | Лідне                  |
| 5-й Жилинський    | пр-д   |            |                              | Новобаварський  | Лідне                  |
| 6-й Жилинський    | пр-д   |            |                              | Новобаварський  | Лідне                  |
| 7-й Жилинський    | пр-д   |            |                              | Новобаварський  | Лідне                  |
| Жилівський        | пров.  | 240        |                              | Холодногірський | Гиївка                 |
| Житня             | вул.   | 1150       |                              | Холодногірський | Залютине, Табірне      |
| Житомирська       | вул.   | 510        | Щепкіна, Козловська, Козлова | Холодногірський | Сортувальня            |
| Життєрадісний     | пров.  | 495        | Ржевський                    | Новобаварський  |                        |
| Жихорський        | в-д    | 450        |                              | Основ'янський   | Основа                 |
| Жихорська         | вул.   | 1020       |                              | Основ'янський   | Основа, Одеська        |
| Жмеринська        | вул.   | 550        |                              | Немишлянський   | Немишля                |
| Жовтої Троянди    | вул.   |            |                              | Шевченківський  |                        |
| Жолудева          | вул.   |            |                              | Київський       |                        |
| Жон Мироносиць    | вул.   | 485        | Раднаркомівська              | Київський       | Центр, Нагірний        |
| Жуковського       | просп. | 1380       |                              | Київський       | Жуковського            |
| Журавлиний        | пров.  | 140        | Попова                       | Немишлянський   | Ново-Західний          |
| Журавлівська      | наб.   | 450        |                              | Київський       | Журавлівка             |
| Журавлівський     | узв.   | 1010       |                              | Київський       | Журавлівка, Толкачівка |
| 2-й Журавлівський | в-д    | 130        |                              | Київський       | Журавлівка             |
| 3-й Журавлівський | в-д    | 110        |                              | Київський       | Журавлівка             |
| Журналістів       | вул.   | 500        | Робкорівська                 | Новобаварський  |                        |
| Жутівська         | вул.   | 1020       |                              | Новобаварський  | Новожанове             |